# Interne Dienst voor Preventie en Bescherming op het Werk
De Interne Dienst voor Preventie en Bescherming op het Werk is een wettelijk verplichte afdeling binnen een Belgische onderneming. Deze dienst zorgt ervoor dat de wettelijke en reglementaire bepalingen inzake het welzijn van de werknemers bij de uitvoering van hun werkzaamheden worden toegepast. Aan het hoofd van de interne dienst staat een preventieadviseur.

## Wettelijk kader
De Welzijnswet, die in 1996 invoege trad, voorziet dat elke werkgever een Interne Dienst voor Preventie en Bescherming op het Werk dient op te richten binnen zijn bedrijf. Deze dienst is een samensmelting van de in het kader van de vroegere Veiligheidswet opgerichte Dienst veiligheid, gezondheid en verfraaiing van de werkplaatsen en de arbeidsgeneeskundige dienst indien deze in het bedrijf aanwezig was.

## Taken van de Interne Dienst voor Preventie en Bescherming op het Werk
De interne dienst heeft een aantal wettelijk vastgelegde taken op de volgende gebieden:
- risicoanalyse: het opsporen van gevaren, het evalueren van risicoanalyses, het onderzoek van arbeidsongevallen, het opsporen van oorzaken van beroepsziekten en psychosociale belasting.
- advies: in verband met organisatie arbeidsplaats, werkpost, omgevingsfactoren, gebruik van agentia, arbeidsmiddelen, arbeidsuitrusting, hygiëne, vorming en onthaal van werknemers.
- administratie: het opstellen van maandverslagen, jaarverslagen, het globaal preventieplan, indienststellingsverslagen, het verzorgen van het secretariaat van het Comité voor Preventie en Bescherming op het Werk
- specifieke taken: opstellen van interne noodprecedures, het organiseren van EHBO, het coördineren van werken bij derden

Indien de dienst niet alle opdrachten kan vervullen, dient hij een beroep te doen op een Externe Dienst voor Preventie en Bescherming op het Werk.